# Castianeira bengalensis
Castianeira bengalensis là một loài nhện trong họ Corinnidae.
Loài này thuộc chi Castianeira. Castianeira bengalensis được Biswamoy Biswas miêu tả năm 1984.